# Calamarsa

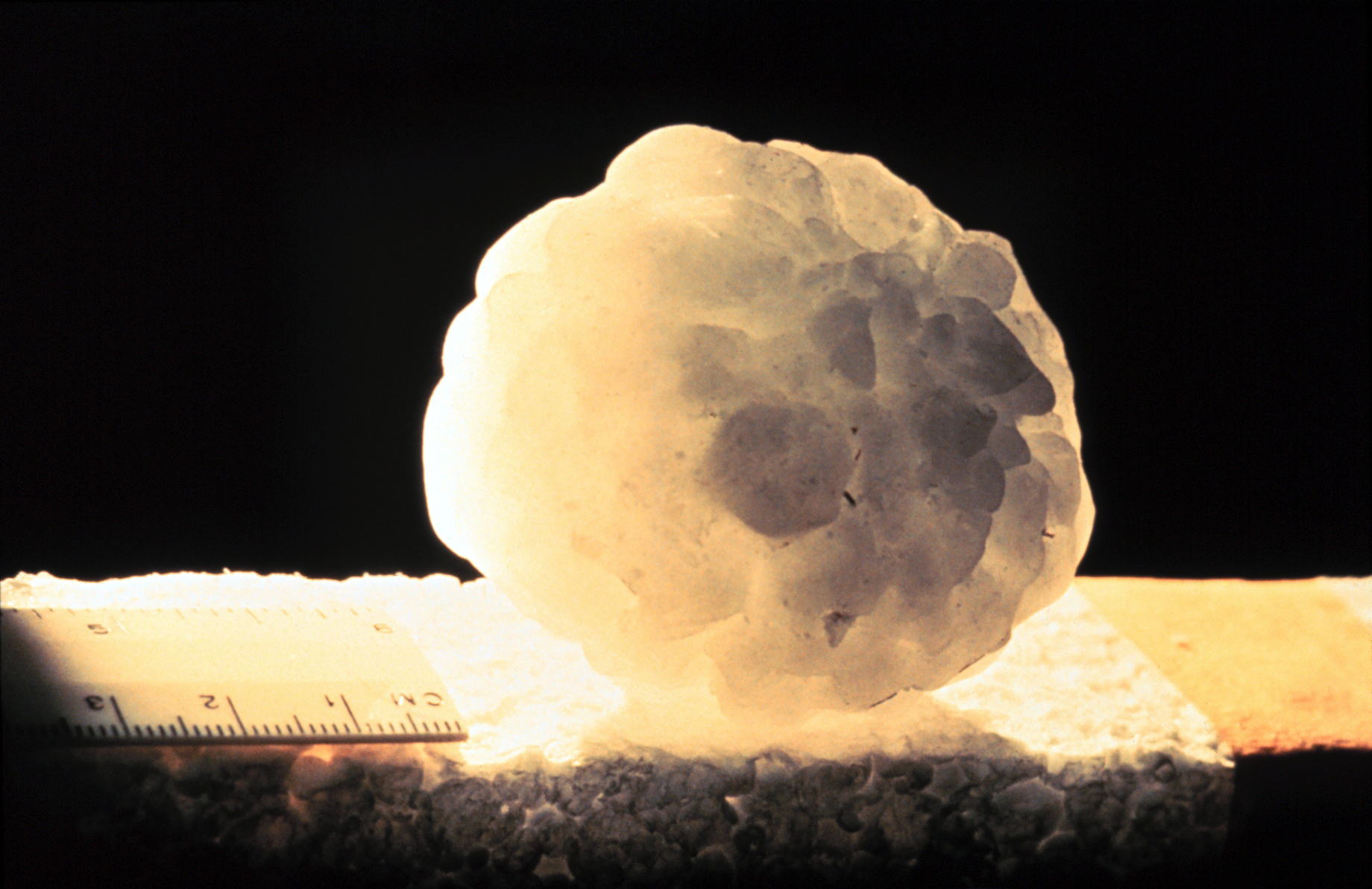
Un gra de calamarsa excepcionalment gros.

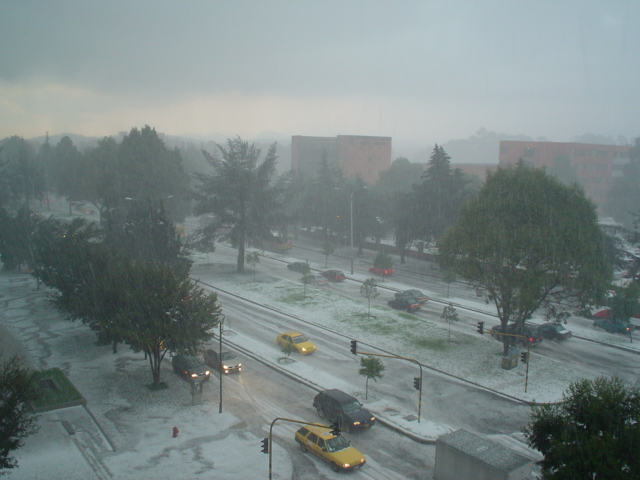
Tempesta de calamarsa a Bogotà, a Colòmbia.

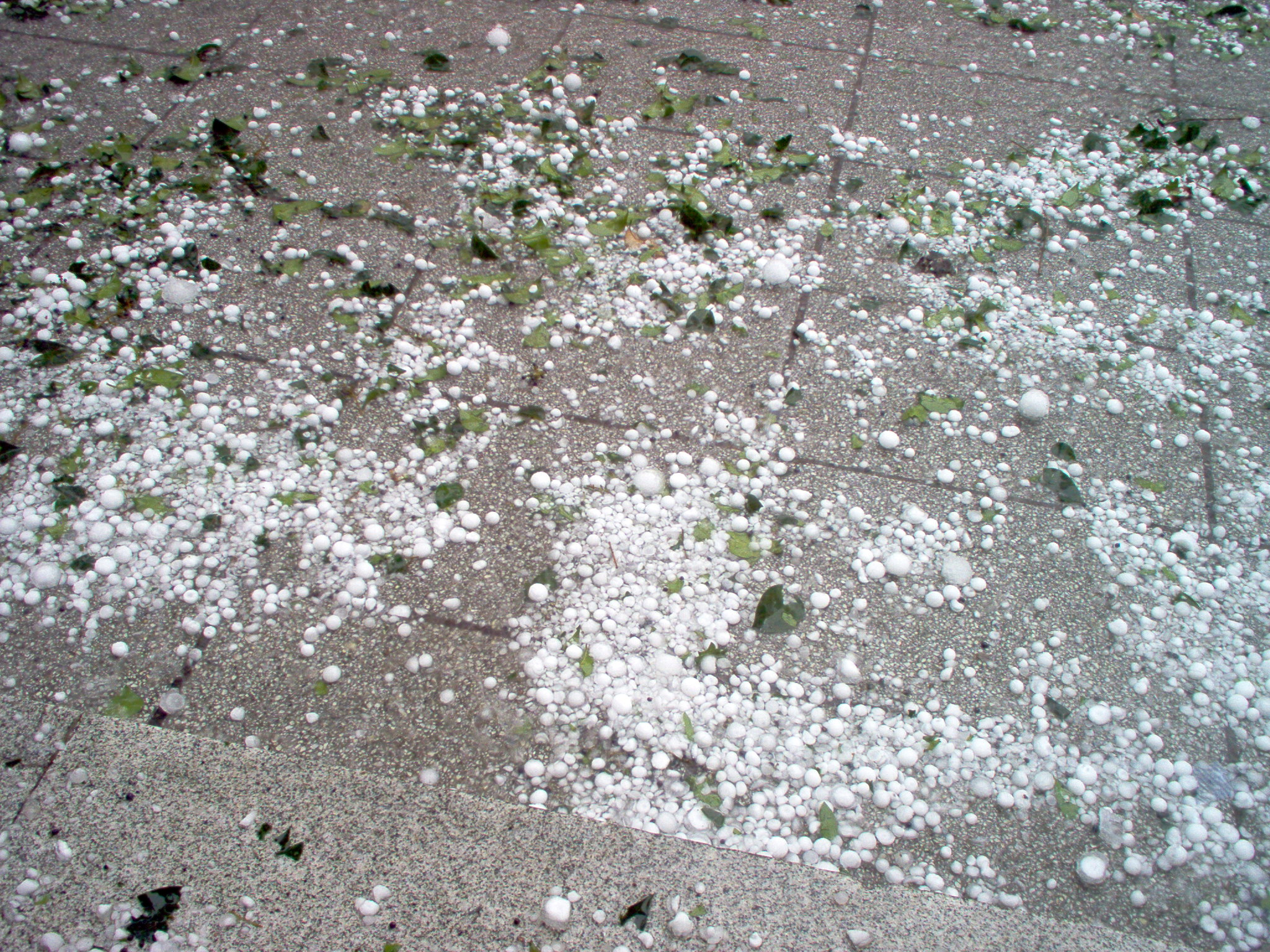
Tempesta de calamarsa.

La calamarsa, calabruix, granissa, pedra, graníssol o granís és un tipus de precipitació que consisteix en partícules irregulars de glaç. Si els grans de glaç tenen fins a 5 mm s'anomena calamarsa, mentre que si superen els 5 mm la precipitació s'anomena pedra. La calamarsa és possible en la majoria de les tempestes, ja que es produeix dins dels cumulonimbus, dins de les 2 milles nàutiques (3,7 km) de la tempesta mare.

## Tipus

### Calamarsa
Es tracta de grans de glaç esfèrics de fins a 5 mm de diàmetre, rarament cònics, transparents o semitransparents. Poden tenir un nucli de calabruix o neu granulada. No es trenquen en caure a terra i són difícils d'aixafar. El seu origen poden ser els moviments de convecció ascendents i descendents que tenen lloc a l'interior dels cumulonimbes o, en temps fred, la congelació de gotes de núvol subfoses sobre un nucli de calabruix o de neu granulada (glaç semitransparent) o la congelació de gotes d'aigua en travessar un estrat prou gruixut d'aire amb temperatura sota zero (glaç transparent).
Les calamarsades precipiten sovint en forma de xàfec. Quan cauen sobre un terreny dur, els grans el cobreixen sense trencar-se i són difícils d'aixafar. De vegades la pedra i la calamarsa van associades. Poden caure tot l'any, tot i que amb major probabilitat a finals d'hivern o a la primavera.

### Pedra

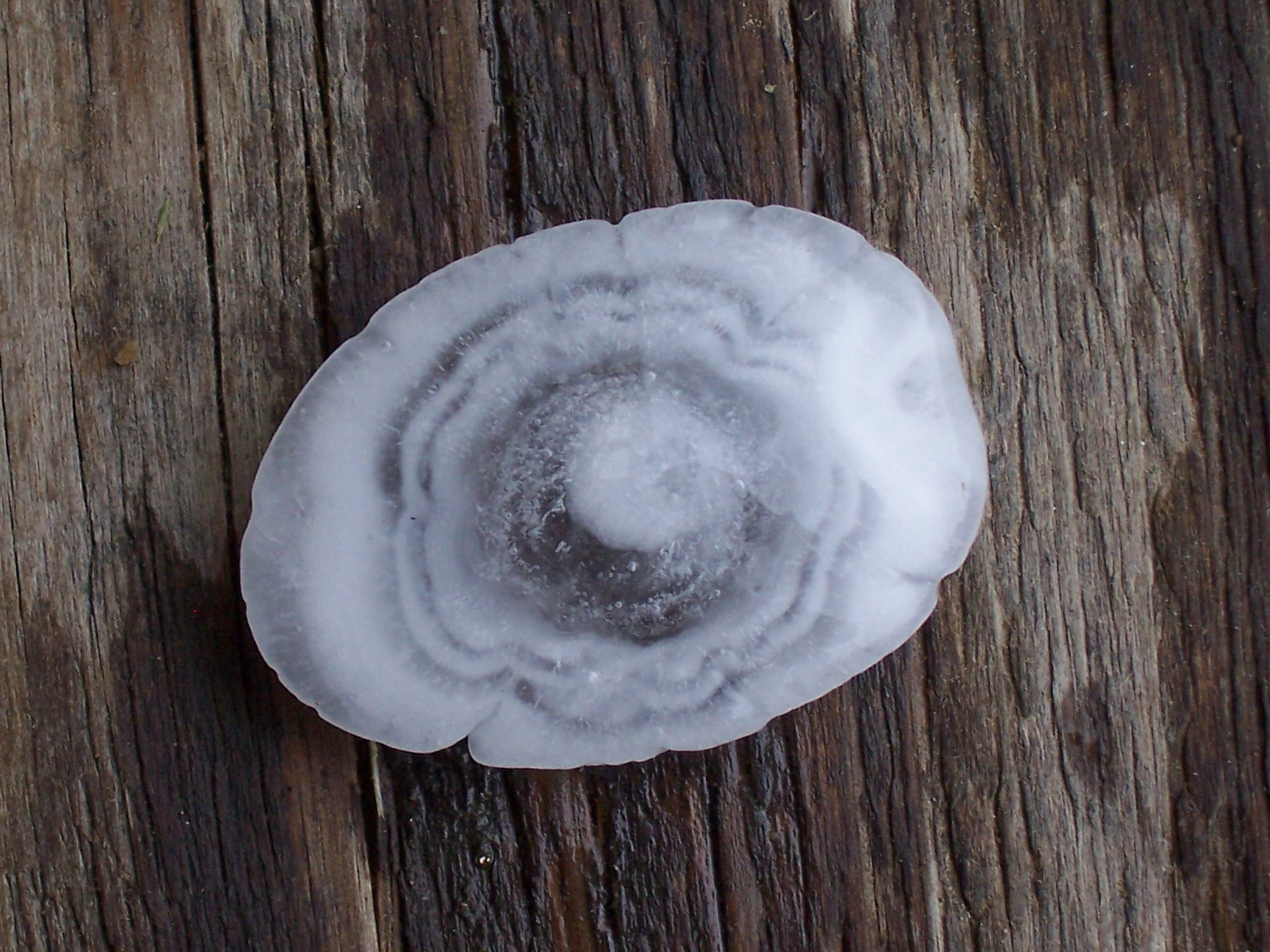
Pedra on es poden veure les capes en forma de clovelles que la formen

Els grans de glaç esfèrics tenen més de 5 mm de diàmetre, estan formats per un conjunt de grans de glaç soldats entre si, o trossets de glaç irregulars, sovint formats per capes alternativament opaques i transparents. Cauen durant tempestes fortes i gairebé sempre acompanyats d'intensa activitat elèctrica. Es considera pedra gran, o grossa, quan el seu diàmetre major és superior als 2 cm. Creixen formant clovelles alternativament clares i opaques.
Quan la seva grandària impedeix els forts corrents verticals mantenir-los en suspensió, o els moviments de convecció disminueixen la seva velocitat, els grans de pedra precipiten cap a la superfície. Les capes opaques corresponen a fases de ràpida congelació de petites gotes subfoses interceptades pel grànul de glaç.
La rapidesa de la congelació atrapa diminutes bombolles d'aire que donen aquest color blanc al glaç. Per oposició, les capes vidriades i transparents es produeixen per la lenta congelació d'aigua líquida que embolcalla el grànul de gel en el seu moviment d'ascens cap a zones amb temperatura negativa. Cada parell d'anells blanc-transparent és una volta d'ascens i descens completa dins el núvol.
Quan la pedra cau sobre un terreny dur, el cobreix sense trencar-se. No existeix cap mètode per conèixer si un episodi produirà o no pedra. És clar que es tracta d'intensos processos de convecció. Per això és de gran interès el càlcul del gradient tèrmic atmosfèric.

## Formacions
La formació de la calamarsa s'origina amb la presència d'una partícula sòlida. Aquesta és arrossegada per forts vents ascendents dins del núvol, al qual se li van adossant partícules d'aigua. En pujar, es produeix el refredament d'aquestes partícules, congelant-se.
En arribar a la zona superior del núvol, la calamarsa cau cap a la terra pel seu propi pes. En la seva caiguda, moltes de les capes de gel que es van formar durant el seu ascens, poden descongelar-se, tornant al seu estat líquid original. No obstant això, no es desprenen i encara estant dins del cumulonimbe, pot ser capturada novament per un altre corrent d'aire ascendent i ser traslladada cap a les regions altes del núvol. Això provoca l'agregat d'una nova capa de partícules d'aigua i la seva congelació. Aquest cicle pot ocórrer diverses vegades, fins que la calamarsa prengui una dimensió i pes, que els corrents ascendents d'aire dins del núvol no tenen prou força per transportar-lo, precipitant-se així a terra.

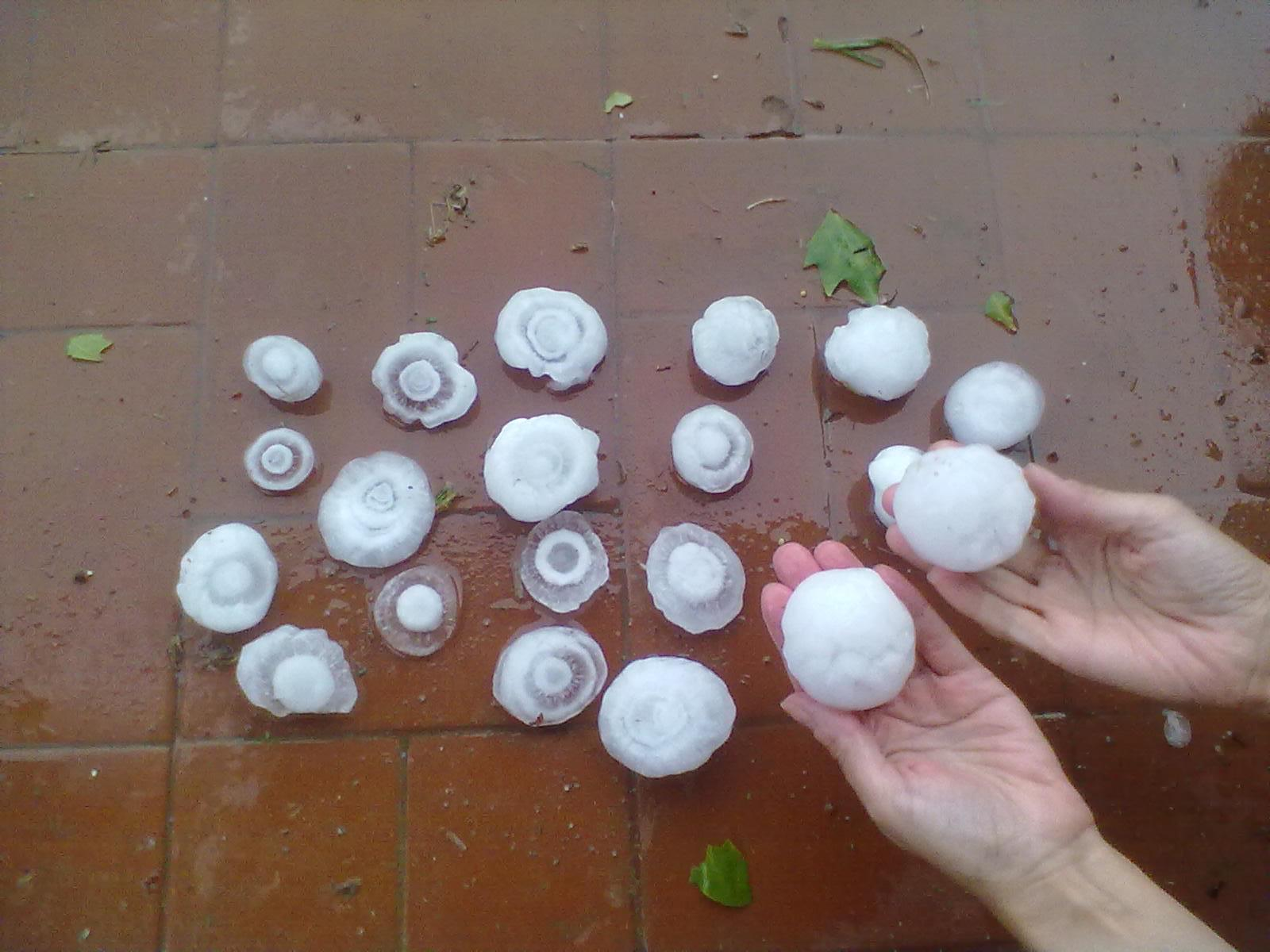
Tipus de calamarsa obtinguts a la localitat de Colonia Caroya, Província de Còrdova - Argentina, l'1 de febrer de 2013.

D'aquesta manera, les pedres de calamarsa van adquirint mida i formant les seves capes (com una ceba) de gel blanc i transparent. El gel blanc respon a la presència de gran quantitat d'aire dins l'aigua, això marca l'ascens de la calamarsa dins el núvol. L'aigua es congela sense donar temps a l'aire a sortir, de manera que el gel format queda blanc. Per contra, el gel transparent indica el descens de la calamarsa. La seva capa de gel es dissol i l'aire és desplaçat. És per això que majoritàriament la capa externa de la calamarsa és transparent, encara que de vegades aquesta capa de gel, durant la seva caiguda a terra, es dissol, quedant la capa de gel blanc en primer lloc. Aquesta teoria sobre la seva formació, ha estat desestimada quan es va demostrar que no necessàriament cadascuna d'aquestes capes representava l'ascens i descens dins del núvol, sinó més aviat al pas de la pedra per diferents regions del núvol, on les concentracions d'aigua varien. Quan la calamarsa travessa una regió amb gran concentració de gotes d'aigua superrefredada, es forma la capa de gel transparent, mentre que en travessar una regió de vapor d'aigua es forma el gel blanc. Gràcies als intensos vents que de vegades arriben als 180 km/h, la pedra de calamarsa pot mantenir-se per llarg temps dins del núvol i arribar a assolir grans dimensions, fins a assolir una mida que no li permeti mantenir-s'hi i per pròpia acció de la gravetat es precipita a terra.
En general, la calamarsa és de forma arrodonida, encara que en algunes ocasions pot presentar una forma irregular. Això depèn de la manera com la calamarsa s'ha estat movent dins del núvol.
Segons estudis realitzats per alguns investigadors, la formació de la calamarsa, es veu afavorida com més propera a la base del núvol es troba la isoterma de 0 °C.
Les tempestes de calamarsa es distribueixen de llarg a llarg del planeta Terra, centrant la seva presència a les zones sub-tropials, on les condicions climàtiques són més tumultuoses, i estan entre les causants de grans desastres meteorològics.
Les tempestes de calamarsa estan entre les tempestes més temudes pels éssers humans. Tenen prou força per arrasar grans extensions de vegetació, danyar construccions, destruir vehicles i provocar greus lesions als éssers vius, fins i tot pot provocar-los la mort.

## Regions de la calamarsa
Una de les regions més comunes de calamarsa de grans dimensions està a la regió muntanyosa nord de l'Índia, on es va registrar un dels desastres més grans amb altes taxes de mortalitat relacionades amb calamarsa segons el registre el 1888. La Xina també experimenta importants tempestes de calamarsa. Europa central i el sud d'Austràlia també pateixen una gran quantitat de tempestes de calamarsa. Les regions favorites per a pedregades són el sud i l'oest d'Alemanya, el nord i l'est de França i el sud i l'est de Benelux. Al sud d'Europa, Croàcia i Sèrbia experimenten freqüents situacions de calamarsa, en especial durant l'estació d'estiu.
A Amèrica del Nord, la calamarsa és més comuna a la zona dels estats de Colorado, Nebraska i Wyoming.
A Sud-amèrica, la regió central d'Argentina, durant la temporada estival, és intensament afectada per la calamarsa. A Colòmbia, a les ciutats de Bogotà i Medellín és freqüent la seva ocurrència atesa la seva elevació. El sud de Xile posseeix una temporada de calamarsa persistent des de mitjans d'abril fins a octubre. En altres ciutats sud-americanes, com Quito, Cuenca, Sucre, Oruro o Potosí, aquest fenomen es registra amb regularitat, especialment entre desembre i març.
En general, les àrees al voltant de regions muntanyenques, són proclius a patir tempestes de calamarsa a causa del moviment forçat i permanent de l'aire per les altures.

## Afectacions
Al món vegetal, en funció de la intensitat o del gruix, la caiguda de la calamarsa pot danyar la coberta vegetal, especialment dels creixements de l'any, provocant pèrdues del creixement, trencaments i ferides. Aquestes situacions faciliten l'acció de patògens especialment fongs (molt actius amb condicions d'humitat i temperatures elevades, com són a l'estiu que després deixen una aparença seca de la capçada de l'arbre). A Catalunya és recurrent l'afectació de calamarsa en l'arbrat, aquesta situació afecta especialment als arbres fruiters amb pèrdues notables de la fruita, danys als arbres i necessitat d'efectuar tractaments fitosanitaris preventius tot plegat amb grans pèrdues econòmiques, però també als arbres forestals on els danys no reben solució i provoca la irrupció de fongs.

## Supressió i prevenció

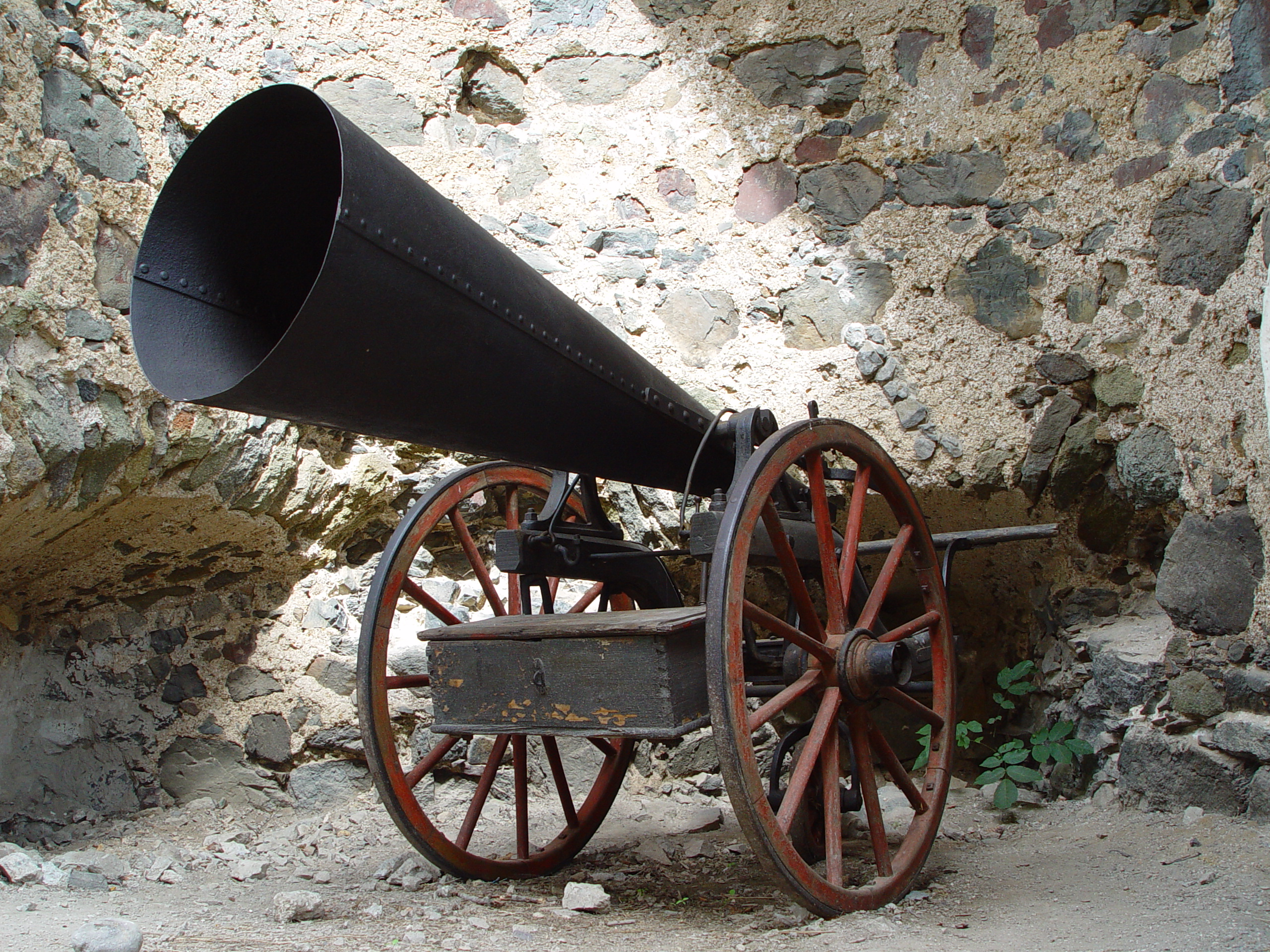
Canó anti-calamarsa en un antic castell a Banská Štiavnica, Eslovàquia

Durant l'Edat Medieval, la gent d'Europa solia fer sonar les campanes de les esglésies i disparar canons per intentar evitar la calamarsa, i evitar així els seus danys en les collites. Versions actualitzades d'aquestes pràctiques són els canons granífugs moderns. Després de la Segona Guerra Mundial, es feia sembra de núvols per eliminar el risc de calamarsa, particularment a la Unió Soviètica, on s'afirmava una reducció d'entre un 70 i un 98% en els danys de les collites deguts a les tempestes de calamarsa en aplicar iodur d'argent en els núvols usant coets i obusos d'artilleria. Però aquests efectes no s'han replicat en assajos aleatoris duts a terme a occident. En una quinzena de països s'han fet programes de supressió de calamarsa des de 1965 i 2005.

## Símbols meteorològics de la calamarsa

Precipitació suau de calamarsa o neu de poca grandària amb o sense pluja.
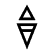
Precipitació moderada o forta de calamarsa o neu de poca grandària amb o sense pluja.
Granissada suau amb o sense pluja.
Tempesta elèctrica amb pedregada.

## Galeria d'imatges

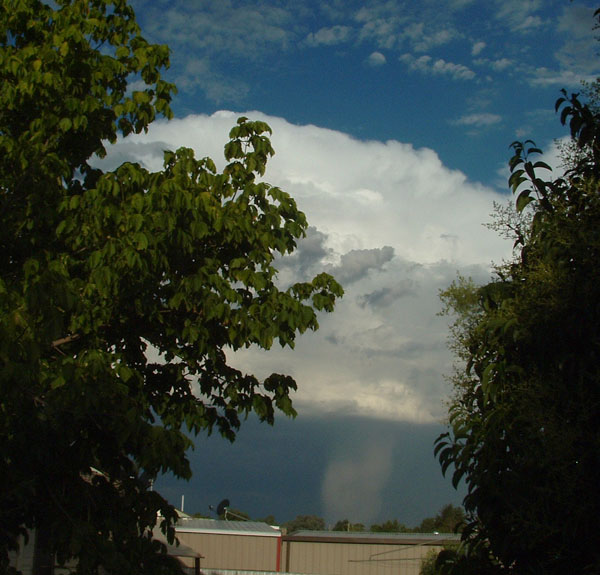
Tempesta de calamarsa.
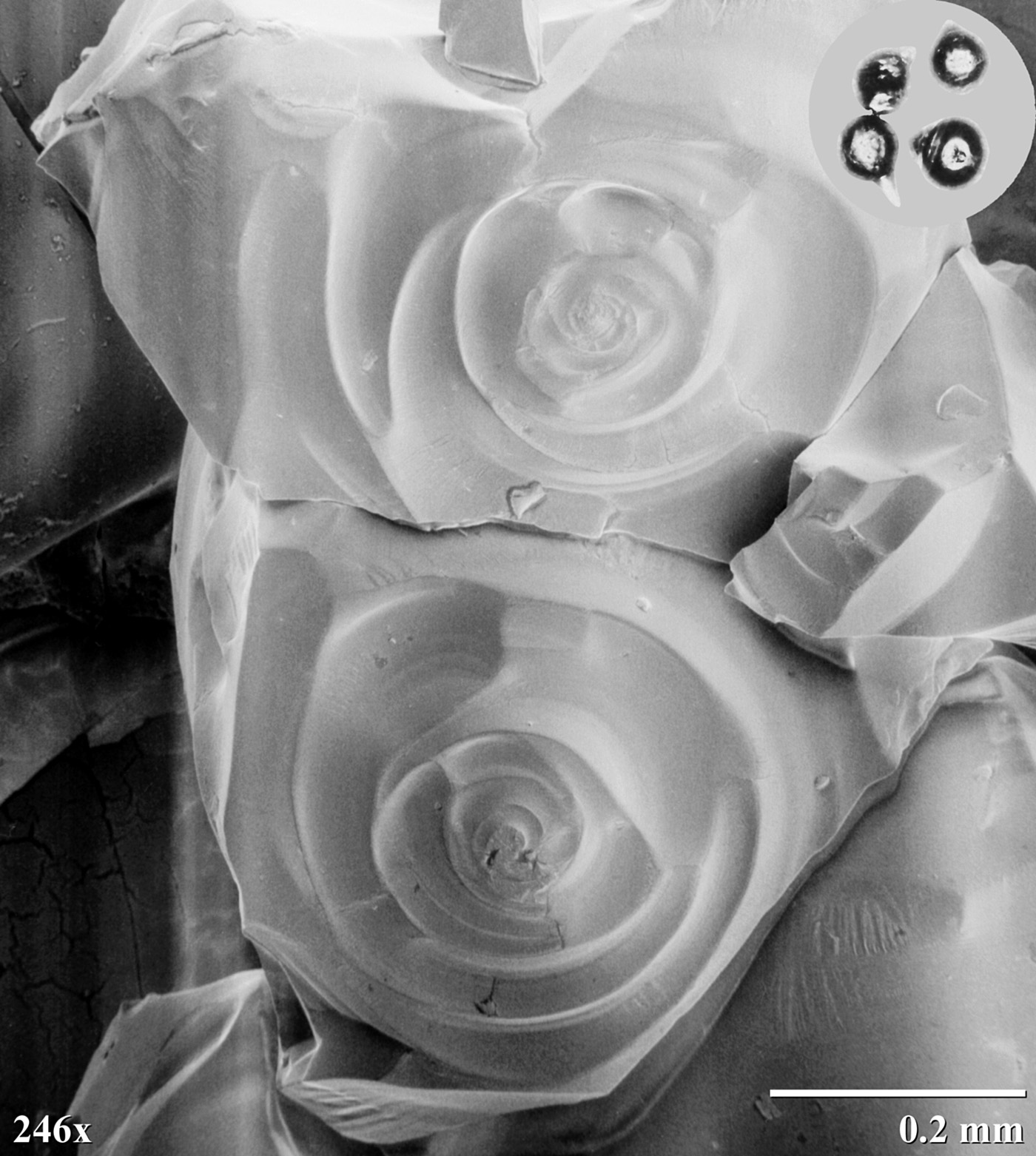
Un petit gra de calamarsa que s'ha fracturat per mostrar-ne l'estructura interna (magnificació: 246x). A l'interior es veu el gra de calamarsa original.
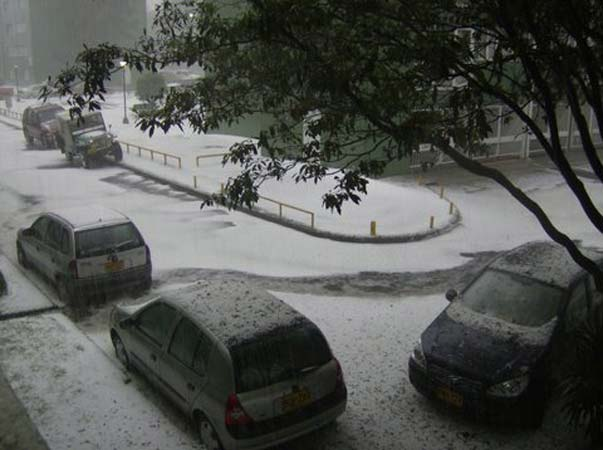
Tempesta de calamarsa a l'hivern a Bogotà, a Colòmbia.
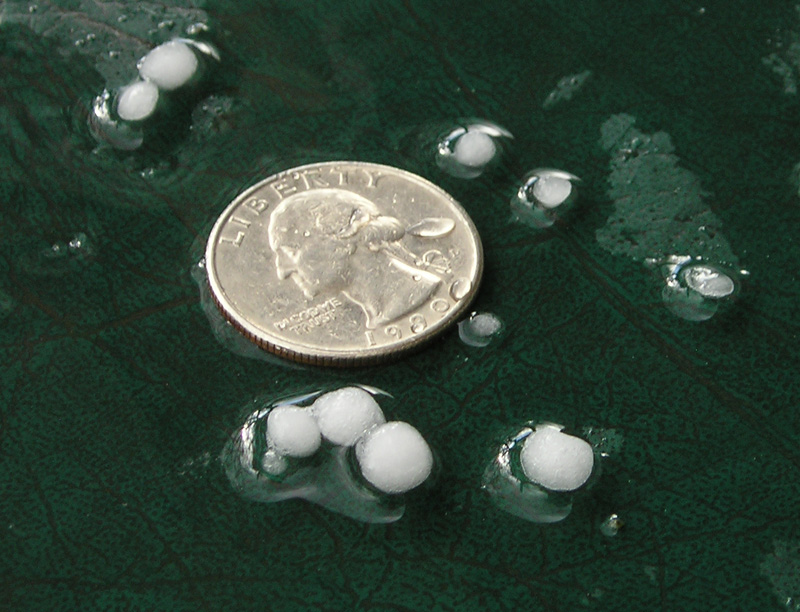
Un petit gra de tempesta comparat amb una moneda nord-americana de 25 centaus (amb un diàmetre de 24,26 mm) a San José, a Califòrnia.